# Schiffermuelleria conchylidella
Schiffermuelleria conchylidella is een vlinder uit de familie van de sikkelmotten (Oecophoridae). De wetenschappelijke naam van de soort werd voor het eerst geldig gepubliceerd in 1884 door Pieter Snellen.